# Psychopterys polycarpa
Psychopterys polycarpa är en tvåhjärtbladig växtart som först beskrevs av Brandeg., och fick sitt nu gällande namn av W.R.Anderson och S.Corso. Psychopterys polycarpa ingår i släktet Psychopterys och familjen Malpighiaceae. Inga underarter finns listade i Catalogue of Life.